# Sevendust

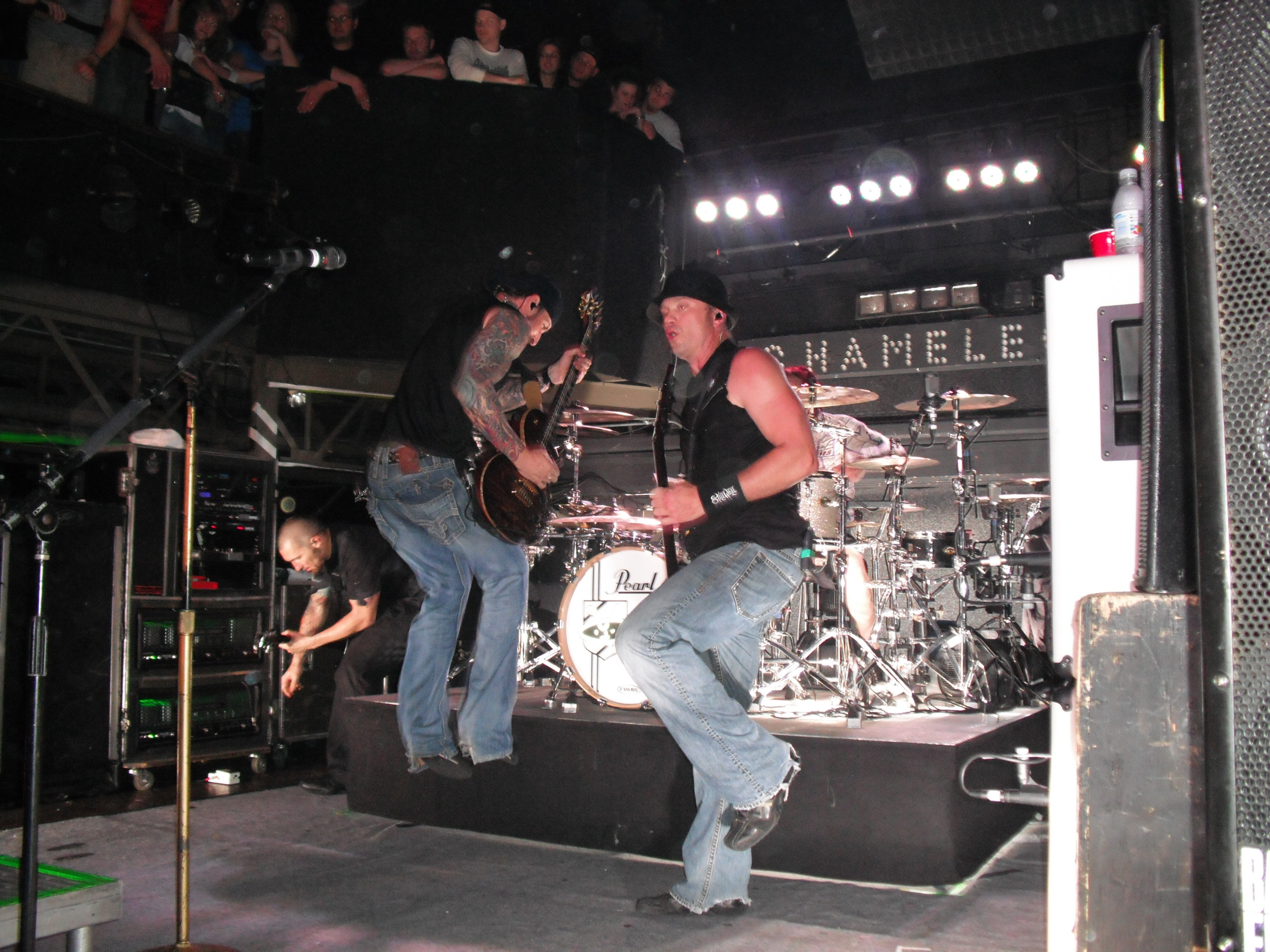
Sevendust maj 2010.

Sevendust är ett amerikanskt metalband från Atlanta, Georgia. Bandet bildades 1994 och deras första album kom 15 april 1997.

## Medlemmar
Nuvarande medlemmar
- Lajon Witherspoon – sång (1994– )
- Clint Lowery – sologitarr (1994–2004, 2008– )
- John Connolly – rytmgitarr (1994– )
- Vince Hornsby – basgitarr (1994– )
- Morgan Rose – trummor (1994– )

Tidigare medlemmar
- Sonny Mayo – sologitarr (2005–2008)

## Diskografi
Studioalbum
- 1997 – Sevendust
- 1999 – Home
- 2001 – Animosity
- 2003 – Seasons
- 2005 – Next
- 2007 – Alpha
- 2008 – Chapter VII: Hope and Sorrow
- 2010 – Cold Day Memory
- 2013 – Black Out the Sun
- 2014 – Time Travelers & Bonfires
- 2015 – Kill The Flaw
- 2020 – Blood and stone
- 2023 – Truth Killer

Livealbum
- 2004 – Southside Double-Wide: Acoustic Live

EP
- 1999 – Home EP
- 1999 – Homework
- 2000 – Finger Eleven / Sevendust / System of a Down (delad EP)
- 2001 – Animosity Album Sampler

Singlar
- 1998 – "Black"
- 1999 – "Denial"
- 2000 – "Licking Cream" (med Skin)
- 2000 – "Waffle"
- 2001 – "Animosity 2-Song Sampler"
- 2001 – "Live Again"
- 2001 – "Praise"
- 2002 – "Crucified"
- 2003 – "Seasons Sampler"
- 2003 – "Angel's Son"
- 2004 – "Face To Face"
- 2005 – "Ugly"
- 2006 – "Failure"
- 2007 – "Driven"
- 2008 – "Prodigal Son"
- 2013 – "Decay"
- 2013 - "Picture Perfect"
- 2014 - "Black" (akustisk)
- 2015 - "Thank You"
- 2016 - "Death Dance"
- 2018 - "Dirty"

Samlingsalbum
- 2005 – Best Of (Chapter One 1997-2004)
- 2007 – Retrospective 2
- 2008 – Packaged Goods